# Holotrichia ovata
Holotrichia ovata är en skalbaggsart som beskrevs av Zhang 1965. Holotrichia ovata ingår i släktet Holotrichia och familjen Melolonthidae. Inga underarter finns listade i Catalogue of Life.